# Mateusz Skrzypczak
Mateusz Skrzypczak, né le 22 août 2000 à Poznań en Pologne, est un footballeur polonais qui joue au poste de défenseur central au Lech Poznań.

## Biographie

### En club
Né à Poznań en Pologne, Mateusz Skrzypczak est formé par le club local du Lech Poznań. C'est avec ce club qu'il joue son premier match en professionnel, lors d'une rencontre de championnat face au Jagiellonia Białystok, le 20 avril 2019. Il entre en jeu à la place de Pedro Tiba, et les deux équipes se neutralisent (3-3 score final).
Le 24 septembre 2019, Skrzypczak inscrit son premier but en professionnel, lors d'une rencontre de coupe de Pologne face au Chrobry Głogów. Titularisé au milieu de terrain, il marque de la tête sur un service de Tymoteusz Puchacz et participe ainsi à la victoire de son équipe par deux buts à zéro.
Le 4 août 2020, Skrzypczak est prêté au Puszcza Niepołomice.
De retour au Lech Poznań à l'été 2021, Skrzypczak est sacré champion de Pologne en 2021-2022,,.
Non conservé par le Lech Poznań à l'été 2022, Mateusz Skrzypczak rejoint librement le Jagiellonia Białystok. Le transfert est annoncé dès le 24 mai 2022 et il signe un contrat de deux ans, soit jusqu'en juin 2024, plus une année supplémentaire en option.

### En sélection
Mateusz Skrzypczak commence sa carrière internationale avec l'équipe de Pologne des moins de 15 ans, jouant quatre matchs entre 2014 et 2015. Il fait ensuite neuf apparitions avec les moins de 16 ans de 2015 à 2016, marquant notamment un but.

## Palmarès

### En club
Lech Poznań
- Championnat de Pologne (1) :
  - Champion : 2021-22